# François Delpla
François Delpla (1948) é um historiador e escritor Francês, autor de Churchill et les Français ("Churchill e os Franceses" em Francês) e Hitler, entre outros. Ele também escreveu a única autobiografia de Michael Fang até agora.
O historiador também é autor de um artigo sobre a Segunda Guerra Mundial, publicado na compilação de Gilles Perraut chamada O Livro Negro do Capitalismo.

## Biografia
Inicia seus estudos na École normale supérieure de Paris na área de Letras, mas em 1968 muda para História onde se torna um estudioso da França no século XX antes de se especializar na Segunda Guerra Mundial.
Obtém em 2002 seu doutorado pela Sorbonne, e publica sua tese no livro La face cachée de 1940 ("A Face oculta de 1940" em Francês).

## Obras
- Nuremberg : Face à l'histoire (2006)
- Le dernier des Hitler (2006) em conjunto com David Gardner
- Un tragique malentendu : De Gaulle et l'Algérie (2006) em conjunto com Jacques Baumel
- Les Tentatrices du diable : Hitler : La part des femmes (2005)
- La Libération de la France (2004) em conjunto com Jacques Baumel
- La Face cachée de 1940 : Comment Churchill réussit à prolonger la partie (2003)
- Hitler (1999)
- Aubrac : Les faits et la calomnie (1998)
- Montoire (1996)
- Churchill et les Français (1993)
- Le journal d'Anna (1991)